# Antoine Pottier
Antoine Pottier, né à Spa le 22 février 1849 et mort à Rome le 24 novembre 1923, est un prêtre catholique, sociologue, théologien et homme politique belge considéré comme l'une des figures de proue du catholicisme social et de la démocratie chrétienne en Belgique.

## Biographie

### Jeunesse, formation et enseignement
Antoine Pottier naît à Spa le 22 février 1849, quatrième des huit enfants d'une famille de négociants. Il étudie au Petit Séminaire de Saint-Trond, avant d'être envoyé par son évêque, Mgr de Montpellier, au Collège Capranica de Rome où il étudie de 1868 à 1875, année où il devient docteur en théologie de l'Université Grégorienne. Ordonné prêtre en 1874, il est chargé dès 1875, sans passer par le vicariat, du cours de philosophie au Petit Séminaire de Saint-Trond puis, à partir de 1876, dirige le Collège Saint-Quirin de Huy. Trois ans plus tard, il est appelé à enseigner la théologie morale au Grand séminaire de Liège, un poste qu'il occupera jusqu'en 1902 et dont il devient l'un des éléments les plus célèbres, marquant à la fois ses élèves et ses collègues.

### «Pottierisme»
Défendant le rôle des coopératives, du syndicalisme, du juste salaire et l’actionnariat ouvrier, ses prises de position, entrainant une partie du jeune clergé dans ce que ses adversaires on appelé « le pottierisme », lui valent le soutien de l'évêque de Liège Victor-Joseph Doutreloux — qui le nomme chanoine honoraire — mais l'opposition des milieux conservateurs locaux : en effet, si les positions de Pottier relèvent du catholicisme social issu de l'intégralisme, lui-même n'éprouve aucune nostalgie de l'Ancien Régime et se caractérise par un sens aigu de la démocratie et de la modernité, comptant des personnalités du « modernisme social » comme Romolo Murri au nombre de ses amis.
Le « pottiérisme » peut se résumer en cinq « remèdes » essentiels que l'abbé Pottier propose face au désarroi de la condition ouvrière : il s'agit d'octroyer un salaire correspondant « aux exigences de la justice » — Antoine Pottier développant la théorie d'un salaire familial — , de mettre en œuvre de l'actionnariat du travail et des contrats collectifs de travail, enfin de développer les coopératives ainsi que de mettre sur pied des syndicats.

### Carrière romaine
L'influence des milieux conservateurs poussent le Saint-Siège à l'inviter en 1895 de cesser ses activités politiques et sociales pour se consacrer exclusivement à l'enseignement de la théologie. À la suite d'une grave maladie pulmonaire, il doit cesser d'enseigner et part se soigner à Spa puis en Suisse.
À la suite du décès de Mgr Doutreloux en 1901 et conseillé par son médecin, l'abbé Pottier s'exile alors à Rome dès 1902 où il est nommé par Pie X à la chaire de sciences sociales du Collegio Apostolico Leoniano qui accueille les étudiants n'ayant pas de collège national à Rome, poste qu'il occupe de 1905 à 1915.
A Rome — où il va mener une activité débordante, correspondant notamment avec le sociologue catholique Giuseppe Toniolo —, s'il est introduit à son arrivée dans les milieux antimodernistes, sa pensée sociale, bien qu'elle se veuille en accord avec le Pape, lui vaut de nouvelles accusations de « modernisme social » que ne contredisent pas ses prises de position dans les dernières années de sa vie contre Mussolini ou Maurras.
Néanmoins, il mène carrière à Rome est élevé successivement à diverses fonctions et dignités : chanoine de la basilique Santa Maria in Montesanto en 1905, membre du Conseil de Vigilance du diocèse de Rome en 1907, camérier secret surnuméraire en 1910, chanoine coadjuteur de Sainte-Marie Majeur en 1912, prélat domestique du pape Pie X en 1913 et protonotaire apostolique de la Congrégation pour la propagation de la foi en 1916, ce qui a pu être considéré comme une forme de réhabilitation. Il meurt à Rome le 24 novembre 1923.